# HMAS Melbourne (könnyűcirkáló)
A HMAS Melbourne az Ausztrál Királyi Haditengerészet egyik Town osztályú könnyűcirkálója volt, melyet az angliai Birkenheadben épített a Cammell Laird hajógyár. A hajó építését 1911. április 4-én kezdték, vízre bocsátására pedig 1912. május 30-án került sor. A könnyűcirkálót 1913. január 18-án állították hadrendbe.

## Szolgálata

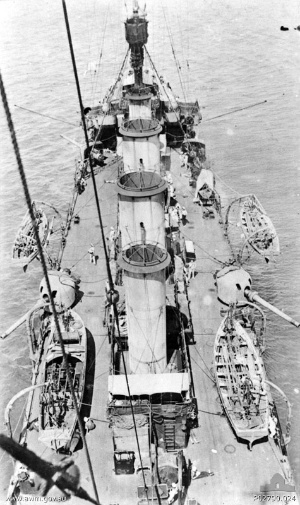
Az első árbócról jól láthatóak a hajó hátsó részén lévő 152 mm-es ágyúk

1914-ben a Melbourne is részt vett a német SMS Emden könnyűcirkáló üldözésében, de végül a HMAS Sydney-nek sikerült megküzdenie a német cirkálóval. 1914 és 1916 között a hajó szolgált Észak-Amerika partjainál, valamint a Karib-térségben is. 1916-ban az ausztrál cirkáló az Északi-tengerre került, ahol csatlakozott a Nagy Flottához, aminek a háború végéig tagja maradt.
Az első világháború után a Melbourne-t a tartalék hajók közé sorolták, ezért 1915. augusztus 5. és 1920. április 14. közt, majd 1924. szeptember 29. és 1925. október 8. között tétlenül állt a Sydney-i kikötőben. 1928. február 9-én a hajót átküldték Sydney-ből az angliai Portsmouth-ba, ahová április 12-én érkezett meg. 1928 decemberében a hajót leselejtezték és eladták a Rosyth-i Alloa Shipbuilding Company-nek a fém részek újrahasznosítása céljából. A bontást 1929-ben kezdték meg.